# Hemiphlebium hookeri
Hemiphlebium hookeri là một loài thực vật có mạch trong họ Hymenophyllaceae. Loài này được (C. Presl) Prantl miêu tả khoa học đầu tiên năm 1875.